# شمس‌آباد (جوین)
شمس‌آباد، روستایی است از توابع بخش مرکزی و در شهرستان جوین استان خراسان رضوی ایران. مردم روستای شمس‌آباد به زبان فارسی خراسانی با لهجه ترکی جوین صحبت می‌کنند.

## جمعیت
این روستا در دهستان پیراکوه قرار داشته و بر اساس سرشماری سال ۱۳۸۵ جمعیت آن ۷۶ نفر (۲۳ خانوار)
بوده‌است.